# Muzzy visszatér
A Muzzy visszatér (eredeti cím: Muzzy Comes Back) 1989-ben készült brit nyelvoktató rajzfilm, amelyet a BBC adott le. A Muzzy Gondolandban című nyelvoktató rajzfilm folytatása. 
1989. május 15-én mutatták be a televízióban.

## Szereplők
| Szereplő                                                                                 | Hang             | Leírás |
| ---------------------------------------------------------------------------------------- | ---------------- | --- |
| Muzzy                                                                                    | Jack May         | egy sötétzöld szőrös földönkívüli, a királyi család barátja, aki szereti az órákat, fémet és egyéb emészthetetlen tárgyakat is. |
| Norman                                                                                   | Benjamin Whitrow | egy ember, aki biciklizni jár a szavak gyanánt.                                                                                 |
| Nigel Király                                                                             | Willie Rushton   | egy oroszlán, Gondoland királya, Erza királynő férje, Sylvia apja.                                                              |
| Erza királynő                                                                            | Miriam Margolyes | egy patkány, Gondoland királynője, Nigel király felesége, Sylvia anyja.                                                         |
| Mary                                                                                     | Miriam Margolyes | egy ember, Norman felesége. |
| Sylvia hercegnő                                                                          | Susan Sheridan   | egy patkány, a királyi pár lánya, Bob felesége, Amanda anyja.                                                                   |
| Amanda                                                                                   | Susan Sheridan   | egy patkány kislány, Bob és Sylvia lánya és a királyi pár lányunokája.                                                          |
| Bob                                                                                      | Derek Griffiths  | egy egér, Sylvia férje, Amanda apja.                                                                                            |
| Corvax                                                                                   | Derek Griffiths  | egy zöld kobold, aki az ő dobozával láthatatlanná tud válni, még Thimbónak is ad egy ugyanilyen dobozt, hogy elrabolja Amandát. |
| Thimbo                                                                                   | Peter Jones      | egy buldog, Corvax társa, aki segít neki láthatatlanul elrabolni Amandát.                                                       |
| Juhász                                                                                   | Peter Jones      | egy rózsaszín kobold, aki tud Corvaxről, Amanda elrablójáról.                                                                   |
| További hangok                                                                           |                  | |
| Derek Griffiths, Peter Jones, Miriam Margolyes, Jack May, Willie Rushton, Susan Sheridan |                  | |

## Betétdalok
| Dal                                  | Előadó                                                                                               |
| ------------------------------------ | --- |
| Now I'm in my Spaceship (short song) | Jack May                                                                                             |
| How Many                             | Susan Sheridan Derek Griffiths                                                                       |
| We're Ready For The Party            | Susan Sheridan Derek Griffiths Miriam Margolyes Willie Rushton                                       |
| We Don't Know                        | Miriam Margolyes Susan Sheridan Willie Rushton                                                       |
| Let’s Get Amanda Back                | Jack May Susan Sheridan Derek Griffiths Miriam Margolyes Willie Rushton                              |
| Go Straight Ahead (short song)       | Susan Sheridan                                                                                       |
| That Way                             | Jack May Susan Sheridan Derek Griffiths                                                              |
| Norman the Sailor                    | Benjamin Whitrow                                                                                     |
| Some People Go                       | Benjamin Whitrow                                                                                     |
| That's Corvax (short song)           | Jack May Susan Sheridan Derek Griffiths Miriam Margolyes Willie Rushton                              |
| Norman's Holiday                     | Benjamin Whitrow Miriam Margolyes                                                                    |
| Goodbye!                             | Benjamin Whitrow Jack May Susan Sheridan Derek Griffiths Miriam Margolyes Willie Rushton Peter Jones |

## Tévésorozat változat
A rajzfilmsorozatot, amelyből szintén a rajzfilm 6 válogatott leckéjéből kivágással 6 perces összeállításként, 20 epizódjaként készítették.
| Epizód szám | Összeállítás                              |
| ----------- | ----------------------------------------- |
| 1           | 1 (Muzzy in Gondoland / Muzzy Comes Back) |
| 2           | 1                                         |
| 3           | 1                                         |
| 4           | 1, 2                                      |
| 5           | 2                                         |
| 6           | 2                                         |
| 7           | 2, 3                                      |
| 8           | 3                                         |
| 9           | 3                                         |
| 10          | 3, 4, 3                                   |
| 11          | 3, 4                                      |
| 12          | 4                                         |
| 13          | 4                                         |
| 14          | 4, 5                                      |
| 15          | 5                                         |
| 16          | 5                                         |
| 17          | 5                                         |
| 18          | 5, 6                                      |
| 19          | 6                                         |
| 20          | 6                                         |